# Beth Galí
Elisabeth Galí i Camprubí, bekannt als Beth Galí, (* 1950 in Barcelona) ist eine katalanische Designerin, Architektin und Landschaftsarchitektin.

## Ausbildung
Von 1966 bis 1969 studierte Galí Industriedesign an der Escuela de Diseño Eina in Barcelona. 1982 erwarb sie mit 32 Jahren einen Abschluss als Architektin an der Escuela de Arquitectura de Barcelona. Galí war an der Eina Schülerin von Federico Correa und an der ETSAB von Alfons Milá, welche sie als wichtige Inspirationsquellen für ihr Werk ansieht.

## Werk

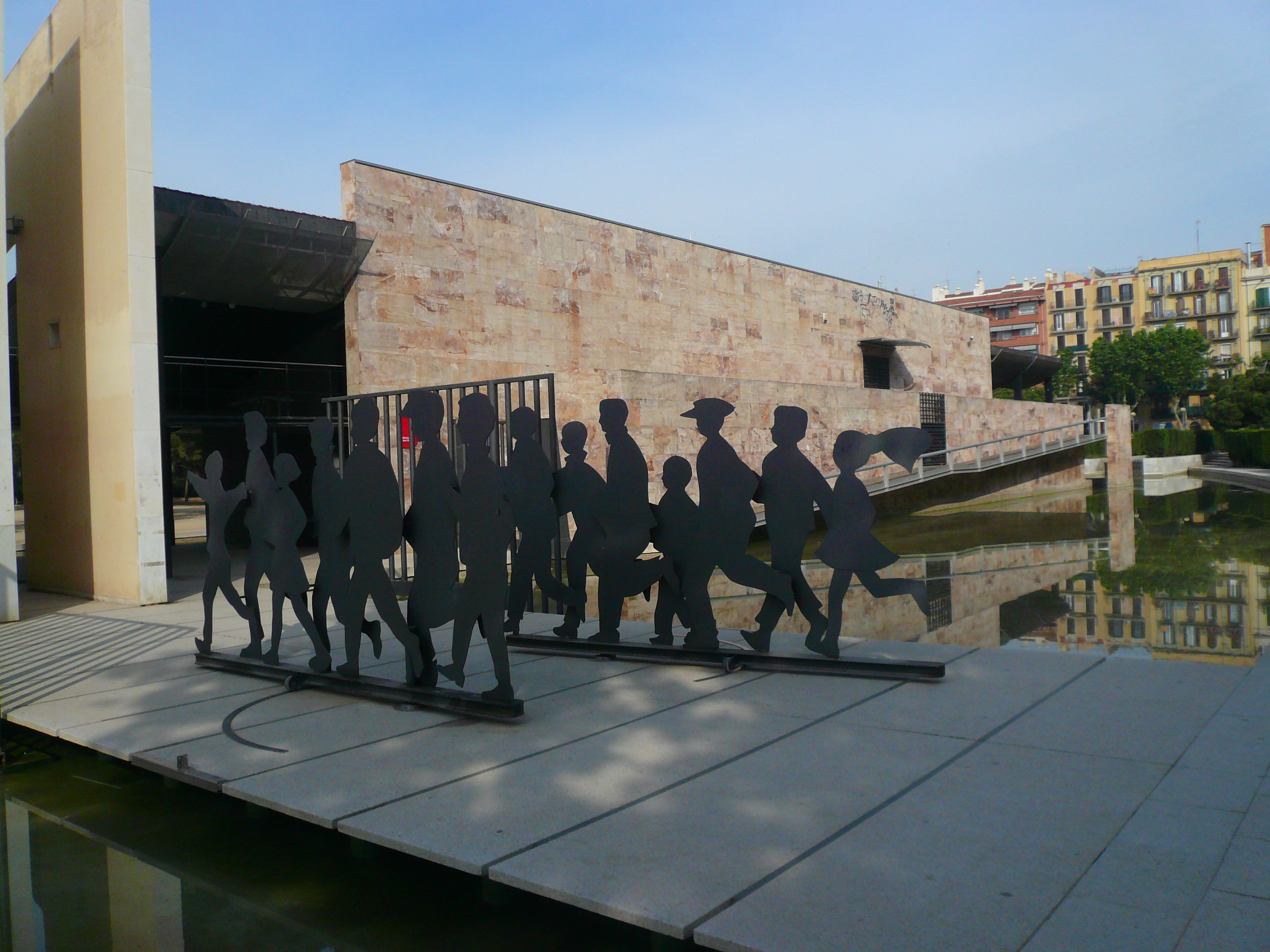
Biblioteca Joan Miró, Barcelona

Von 1982 bis 1988 arbeitete Galí als Stadtplanerin in der Stadtverwaltung von Barcelona und plante unter anderem mit Màrius Quintana und Joan Antoni Solanas den Parque de Joan Miró (1982–1989) und die Biblioteca Joan Miró (1990) sowie den Túnel de la Rovira.
Von 1988 bis 1992 war sie als stellvertretende Direktorin der städtischen Einrichtung für Stadtentwicklung und die Olympischen Spiele zuständig für die olympischen Anlagen auf dem Montjuïc, in Diagonal und im Vall d’Hebron zuständig. In dieser Zeit schuf sie eine Gedenkstätte für die Opfer des Franquismus und das Grabmal für Lluís Companys auf dem Cementiri de Montjuïc (1991–1992) und den Park in Migdia (1988–1992).

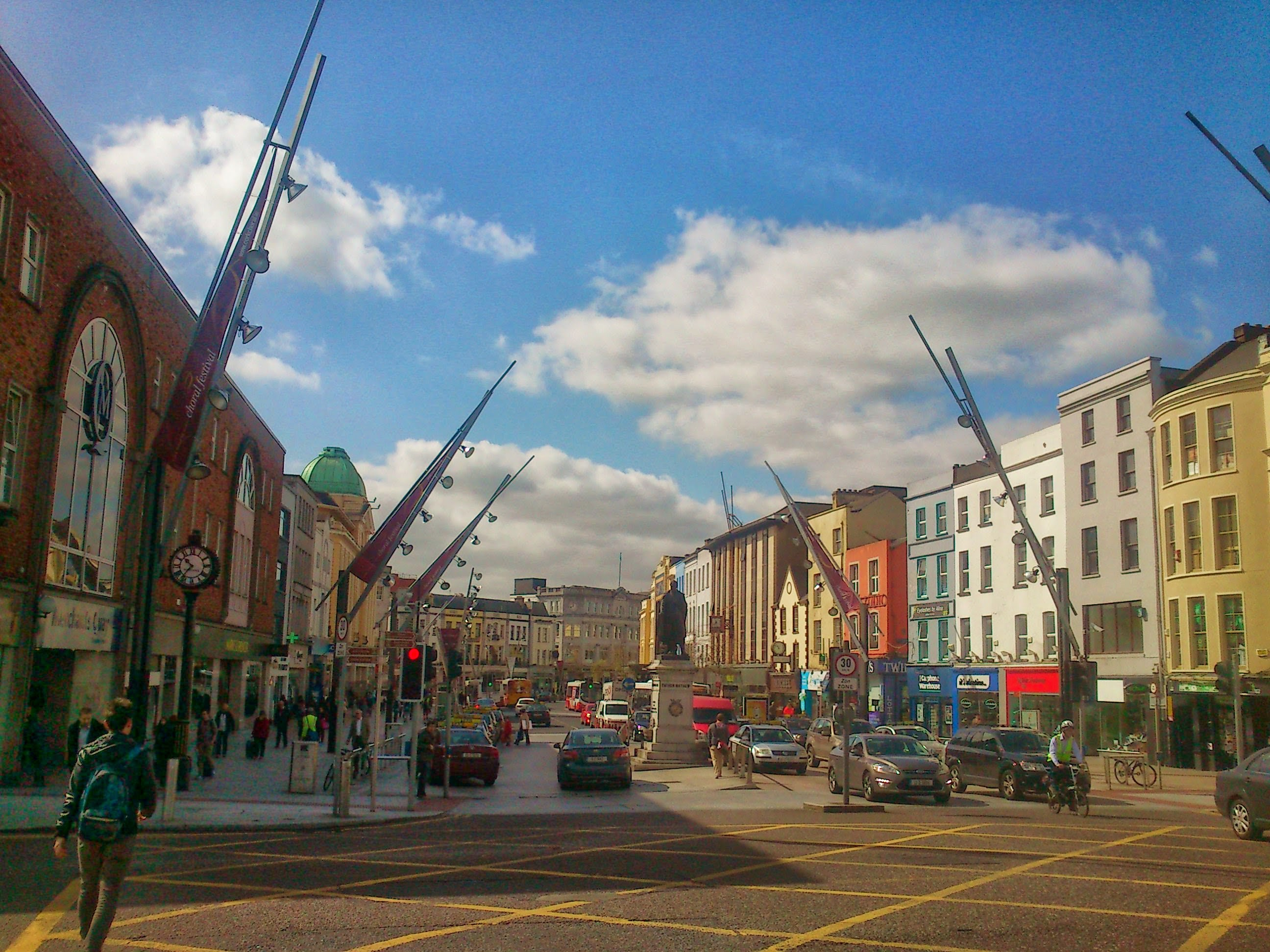
St. Patrick’s Street, Cork

Im Ausland entwarf sie die Fußgängerzonen St. Patrick’s Street und Grand Parade Street in Cork (1999), in der Altstadt von 's-Hertogenbosch (1993–1998), Roermond (1995–1998) und Dublin (2002) sowie den Fahrradständer Bici Linea für die Neugestaltung der Werft Piet Smit in Rotterdam (1996). In Deutschland gestaltete sie 2010 in der Hamburger HafenCity die öffentlichen Räume des Überseequartiers, der beiden Ufer des Magdeburger Hafens und des St.-Annen-Platzes um.

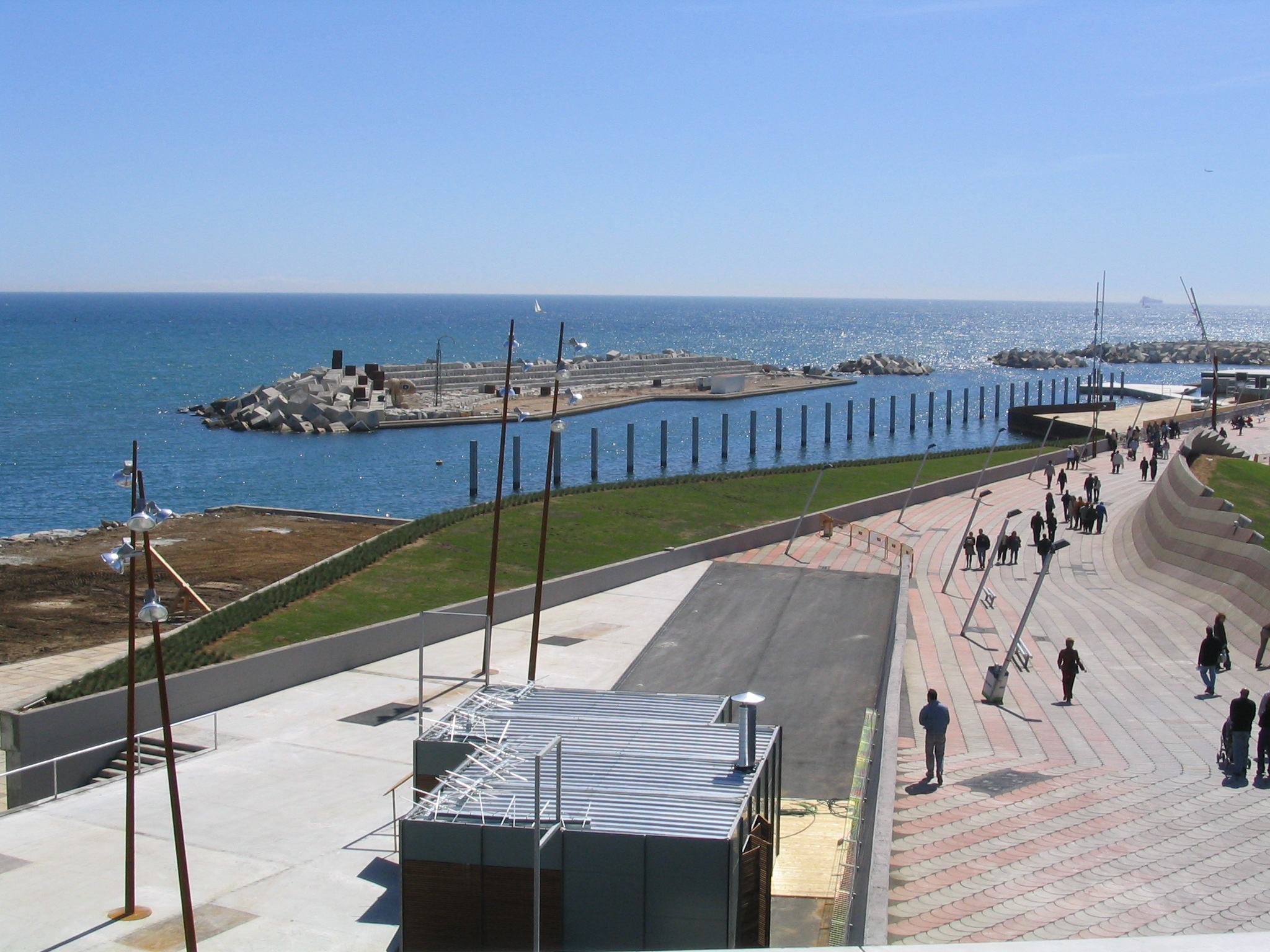
Strandpromenade am Fòrum in Barcelona

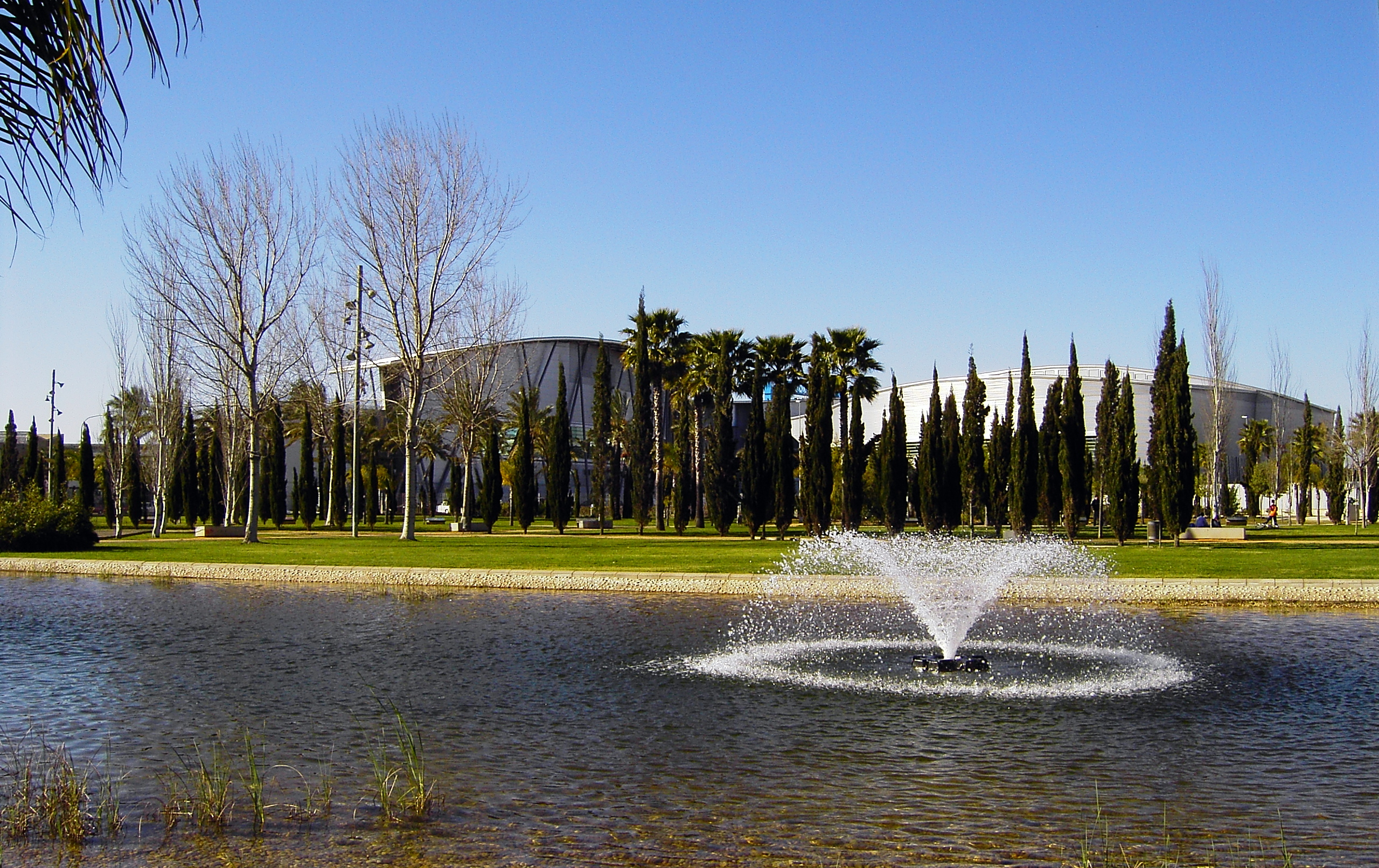
Parque de Zafra, Huelva

In Spanien entwarf Galí unter anderem den Parque de Zafra in Huelva (1994) und die Strandpromenade am Fòrum (2004) in Barcelona.
2018 gewann Galí einen Prozess gegen den Staat Katar, nachdem auf einer der Hauptstraßen von Doha Kopien einer ihrer Straßenlaternen installiert worden waren.

## Lehrtätigkeit
Von 1994 bis 2004 lehrte sie Stadtplanung an der Escuela Técnica Superior de Arquitectura de Barcelona und war Gastprofessorin an ausländischen Universitäten, unter anderem an den Universitäten in Lausanne, Delft und Harvard.

## Auszeichnungen und Ehrenämter
Galís Straßenlaterne Lamparaalta wurde 1984 von der katalanischen Designervereinigung ADI-FAD ausgezeichnet. 1999 erhielt sie den niederländischen Preis für Stadtplanung. 2003 wurde sie von der französischen Regierung in den Ordre des Arts et des Lettres aufgenommen und erhielt 2005 von der katalanischen Regierung das Creu de Sant Jordi.
Von 2001 bis 2009 leitete sie die katalanische Designvereinigung Fomento de las Artes Decorativas.

## Familie
Galí ist die Enkelin von Francesc Galí, eines katalanischen Malers und Lehrers von Joan Miró. Sie ist mit dem Architekten Oriol Bohigas verheiratet und hat zwei Kinder.